# Pauwels Sauzen-Cibel Clementines
Das Team Pauwels Sauzen-Cibel Clementines ist ein belgisches Radsportteam mit Sitz in Hamme.

## Organisation und Geschichte
Das Team wurde 2007 unter dem Namen Sunweb Pro Job gegründet und als UCI Continental Team lizenziert. Manager ist Jurgen Mettepenningen, der von seinem Sportlichen Leiter Mario De Clercq unterstützt wird. Die Mannschaft wird mit Fahrrädern der Marke Ridley ausgestattet. Als Hauptsponsoren traten über die Jahre Revor, Napoleon Games und Marlux auf, zuletzt zur Saison 2018 Bingoal und im Verlauf der Saison 2019 Pauwels Sauzen.
Seit der Cyclocross-Saison 2018/19 ist das Team auch im Besitz einer Lizenz als UCI Cyclo-Cross Team. In der Saison 2021 wurde Pauwels Sauzen Hauptsponsor des UCI ProTeams Bingoal Pauwels Sauces WB, mit dem beide Sponsoren ihre sportlichen Ziele auf der Straße verfolgen. In der Folge wurde das Team Pauwels Sauzen-Bingoal seit der Saison 2021 als reines Cyclocross-Team weitergeführt. 2025 wurde Bingoal durch Cibel Clementines als Sponsor ersetzt.

## Platzierungen in UCI-Ranglisten
UCI Europe Tour
| Saison | Mannschaftswertung | Fahrerwertung              |
| ------ | ------------------ | -------------------------- |
| 2009   | 116.               | Sven Vanthourenhout (880.) |
| 2010   | 106.               | Martin Zlámalík (766.)     |
| 2011   | 87.                | Tijmen Eising (296.)       |
| 2012   | 101.               | Klaas Vantornout (553.)    |
| 2013   | 123.               | Kevin Pauwels (1073.)      |
| 2014   | 120.               | Gianni Vermeersch (930.)   |
| 2015   | –                  | –                          |
| 2016   | 132.               | Kevin Pauwels (1702.)      |